# 後鉢巻山
後鉢巻山（うしろはちまきやま）は、兵庫県神戸市、西宮市、芦屋市にある六甲山系の山。標高898.6mで西宮市と芦屋市の最高峰である。

## 概要
六甲山系中央部にあり標高は898.6m。県道16号、鉢巻山トンネルのすぐ北側に位置しており、関西電力六甲無線局の電波塔が設置されている。芦屋川の源流点にあたる。

## 交通アクセス
- 路線バス
  - 阪急バス 阪神芦屋駅、JR芦屋駅から芦屋有馬線80系統で宝殿橋停留所下車（土曜・休日運行、12月1日から3月31日は冬期運休））
- 自動車
  - 兵庫県道16号明石神戸宝塚線、鉢巻山トンネル付近（駐車場なし）

## 周辺
- 芦有ドライブウェイ宝殿ゲート料金所
- 阪急バス宝殿橋停留所
- 六甲山神社
- 六甲山最高峰
- 六甲山上駅
- 兵庫県道16号明石神戸宝塚線